# Sébastien parmi les hommes
Pour les articles homonymes, voir Belle et Sébastien.
Belle et Sébastien (1965) Sébastien et la Mary-Morgane (1970)
Sébastien parmi les hommes est un feuilleton télévisé français en treize épisodes de 26 minutes, créé par Cécile Aubry et diffusé du 4 février 1968 au 28 avril 1968 sur la première chaîne de l'ORTF. Le feuilleton est la suite de la première saison, Belle et Sébastien, et sera suivi de la dernière saison, Sébastien et la Mary-Morgane.
Au Québec et au Nouveau-Brunswick, cette série a été diffusée à partir du 3 juin 1968 à la Télévision de Radio-Canada.

## Synopsis
Sébastien a grandi et il rejoint, en compagnie de Belle et de César, son père biologique qui possède un haras. Bien que cette découverte bouleverse sa paisible vie, Sébastien va apprendre à connaître son père et à l'aimer.

## Distribution
- Mehdi El Glaoui : Sébastien Maréchal
- Yalov (remplace Flanker mort en 1967) : Belle
- Claude Giraud : Pierre Maréchal
- Jean-Pierre Andréani : Bertrand
- Louise Marleau : Sylvia Lambert
- José Luis de Vilallonga : Monsieur Lambert (le père de Sylvia)
- Edmond Beauchamp : César
- Harry-Max : Thomas
- Hélène Dieudonné : Célestine
- Jean Combal : Maître Biard
- Martine Capdevielle : Jeannette (la petite-fille de Thomas)
- Gérard Desarthe : Jeannot (un mauvais garçon qui informe Pierre Maréchal de la situation de Sébastien dans le premier épisode)
- Jean Panisse : Le gérant du bistrot
- Jean-Pierre Loiret : Paul (le lad responsable de l'écurie, que Sébastien blesse avec une étrille et qui se plaint auprès du père furieux)
- Frédéric Lambre : Raymond (un lad, dans un premier temps au service de Pierre Maréchal)
- Claude Rossignol : le boulanger
- Jean-Pierre Boucan : Mario (le jockey)
- Jean Jerrier : Emmanuel

## Épisodes
1. Le Destin de Sébastien
2. Les Jonquières
3. La Rupture
4. Une lettre pour César
5. L'Arrivée de Célestine
6. Le Dernier Cheval de l'écurie Maréchal
7. La Révolte de Sébastien
8. La Grande Course
9. Pour toi, Monseigneur !
10. Le Galop d'essai du 14 juillet
11. Le Bal du 14 juillet
12. La Nuit des fiançailles
13. Le Retour de César

## Bande originale
L'Oiseau, la chanson du générique parue chez Philips et composée par Daniel White et Eric De Marsan sur des paroles de Cécile Aubry, est interprétée par Bruno Polius, alors soliste de la chorale des Petits chanteurs d'Asnières et futur Poppys. Dès la première diffusion du feuilleton télévisé, et dans les années qui suivirent, les spectateurs pensaient que Mehdi était l'interprète des chansons des génériques, mais l'acteur l'a toujours démenti. Comme les deux autres génériques, cette chanson connut un grand succès populaire prolongeant celui du feuilleton.

## Autour de la série
Le jeune Mehdi El Glaoui, qui interprète le rôle de Sébastien, est le fils de la réalisatrice, scénariste et narratrice de la série, Cécile Aubry. Le chien Flanker, déjà présent dans la première série, incarne à nouveau Belle ; empoisonné après la fin du tournage, il sera remplacé par un autre Pyrénéen, Yalov.
Cette saison est tournée au centre équestre de Villeneuve-Loubet (qui a servi 2 ans avant de cadre pour des scènes du film Ne nous fâchons pas) et ses alentours, dans les Alpes-Maritimes.

## ÉditionDVD
- Belle et Sébastien - L'intégrale (23 novembre 2005) (ASIN B000BNEMQE)
- Belle et Sébastien - Saison 2

## Éditions littéraires
- Sébastien parmi les hommes, Éditions Julliard, 1968
- Sébastien parmi les hommes, ill. Annie-Claude Martin, Éditions G. P., Bibliothèque Rouge et Or Souveraine no 351, 1977